# Снеги (посёлок)
Снеги (укр. Сніги) — поселок, Одноробовский сельский совет, Золочевский район, Харьковская область, Украина.
Код КОАТУУ — 6322684509. Население по переписи 2001 года составляет 26 (12/14 м/ж) человек.

## Географическое положение
Посёлок Снеги находится в 3-х км от реки Уды (правый берег).
К посёлку примыкают сёла Цилюрики, Постольное, Мартыновка.
Через посёлок проходит железная дорога, станция Снеги.

## История
- 1910 — дата основания.